# TI-89

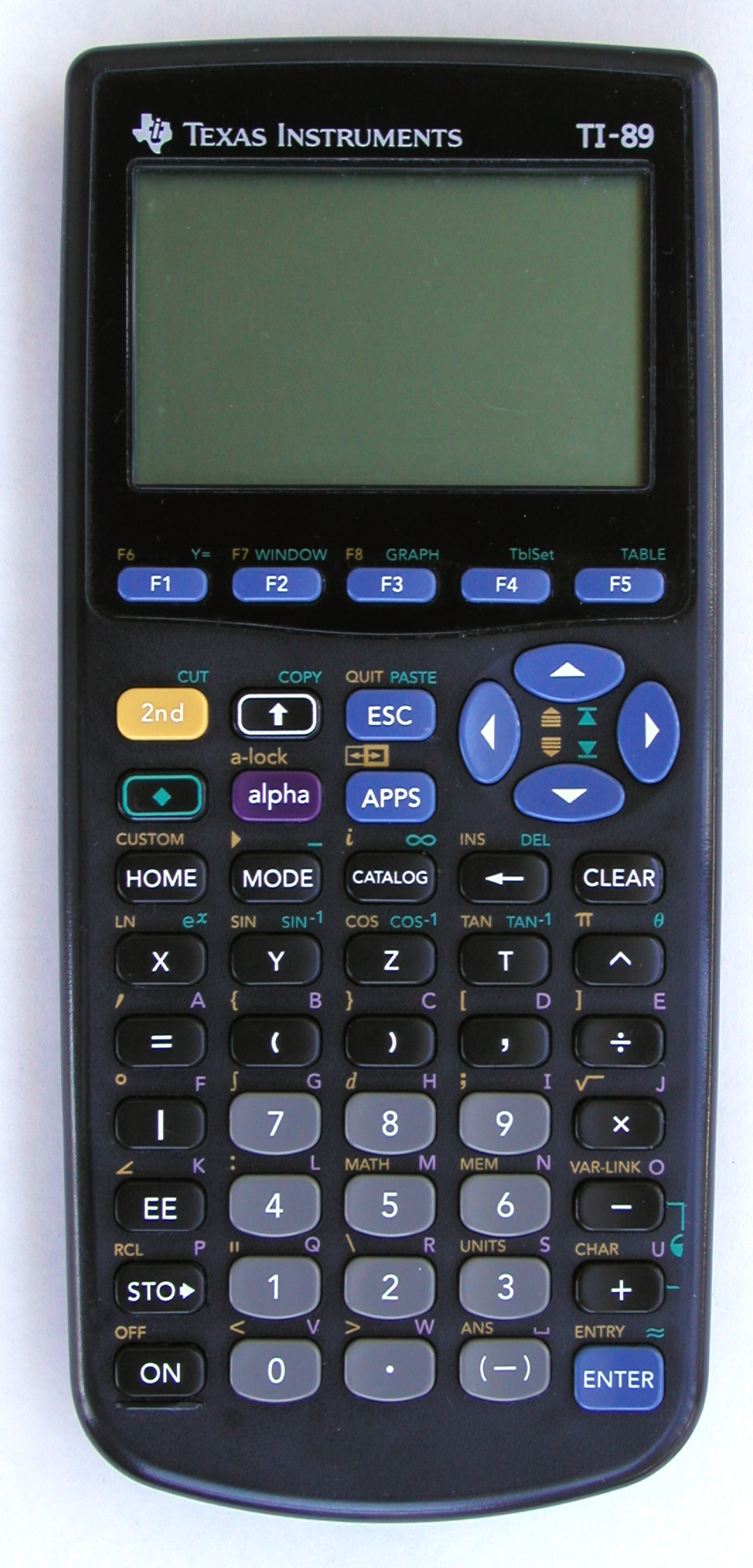
TI-89.

La TI-89 y laTI-89 Titanium son calculadoras gráficas, fabricadas por la compañía Texas Instruments. La gran mayoría de los usuarios de la TI-89 son estudiantes, que aprovechan la gran capacidad de su sistema algebraico computacional integrado. Es considerada la más poderosa y funcional de las calculadoras permitidas en las competiciones matemáticas internacionales.

## El modelo original: TI-89

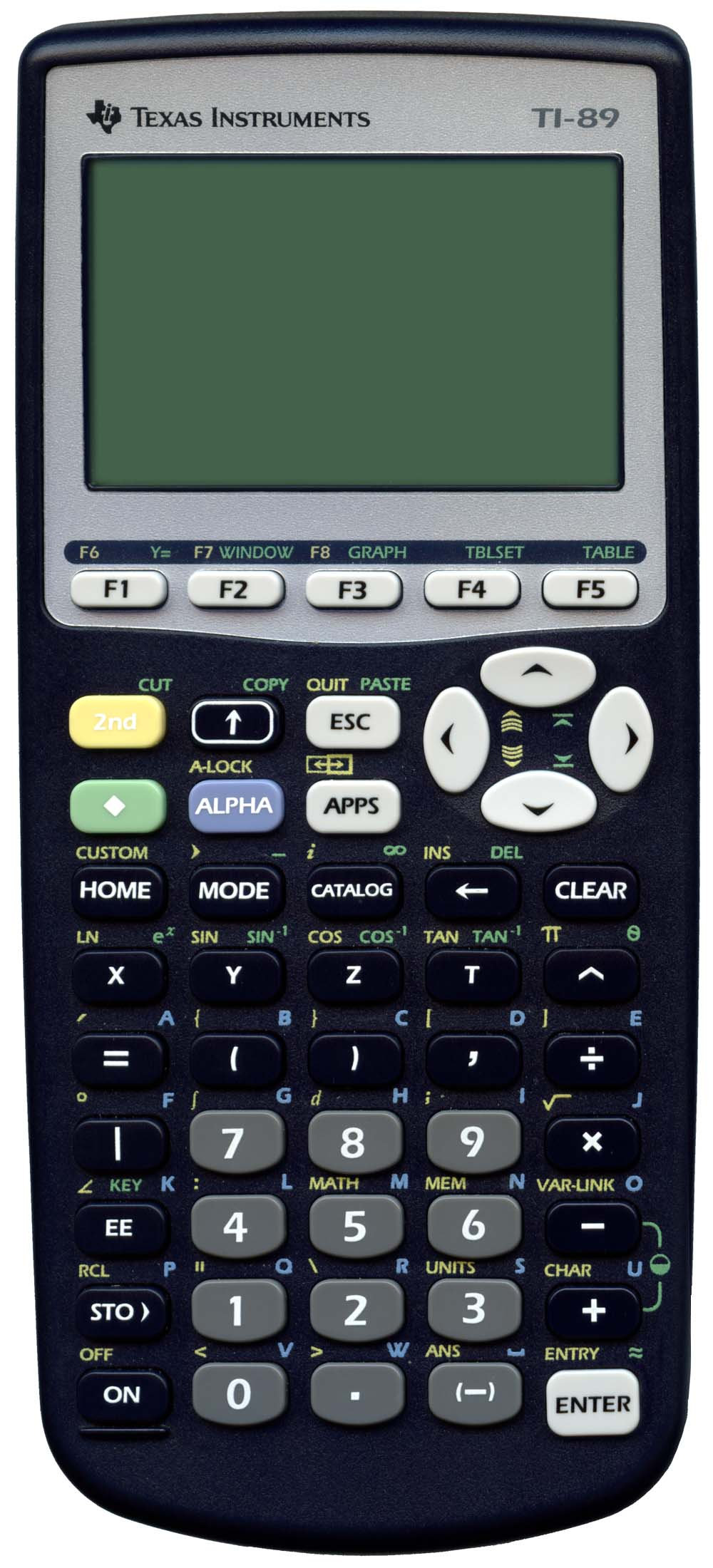
TI-89 texas

La TI-89 es una calculadora gráfica-científica, desarrollada por Texas Instruments (TI) en 1998. Esta calculadora presenta una resolución gráfica de 160×100 pixeles en una pantalla LCD, la TI-89 opera con un avanzado software matemático y Sistema algebraico computacional CAS de TI. Su poder y capacidad solo fue superada por su pariente más grande, y ligeramente más potente; la Voyage 200. Alrededor de julio de 2004, la TI-89 original fue descontinuada, y remplazada por la TI-89 Titanium. En julio de 2007 su CAS evolucionó en una nueva familia de calculadoras la TI-Nspire y la TI-Nspire CAS.
El CAS de la TI-89 es compatible con el TI-Nspire_CAS.

### Versiones de sistemas operativos
Los primeros modelos de la calculadora se distribuían con el sistema operativo (confirmar), modelo que es incompatible a nivel de hardware con el reloj.
Algunos modelos se distribuyeron con la versión del sistema operativo 2.00, las cuales soportaban reloj.
La última versión lanzada por la casa matriz fabricante del producto fue la versión 2.09 que trae entorno gráfico.

### Operaciones y lenguaje de la calculadora
El entorno de la calculadora permite realizar numerosas operaciones matemáticas. El lenguaje y ventanas de aplicación son instintivas y tiene similitud a entornos gráficos de sistemas operativos computacionales.

## APPS disponibles para la calculadora
Los APPS son aplicaciones para cálculos determinados en distintas áreas del conocimiento. Por ejemplo uno de los APPS incluidos con la calculadora es el FINANCE.

### FINANCE
Es una aplicación para cálculo de matemáticas financieras. Permite calcular valores presentes y futuros así como anualidades.

## TI-89 Titanium

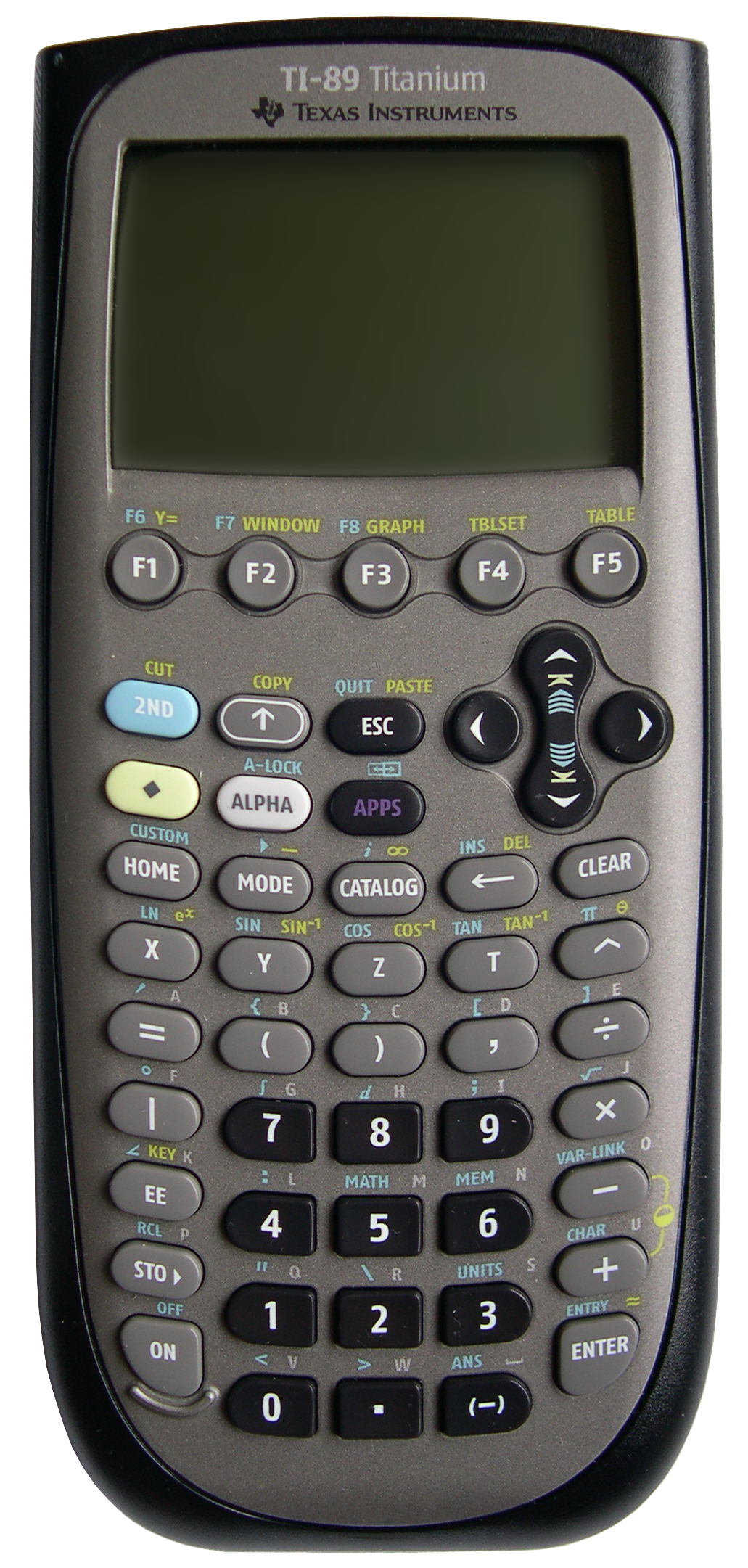
TI-89 Titanium.

La TI-89 Titanium fue lanzada a mediados de 2004, con el propósito de sustituir a la popular TI-89 original. 
Las solicitadas mejoras de la TI-89 Titanium incluyen el cuadruplicado de la memoria flash disponible. Esta calculadora es esencialmente una Voyage 200, a excepción de que, a diferencia de la última, no tiene un teclado QWERTY integrado. La TI-89 Titanium también tiene un puerto mini-USB, para conectarla a otra TI-89 o a un computador (para cargarle programas, o para actualizarle el sistema operativo. La TI-89 Titanium además dispone de algunas aplicaciones pre-instaladas; como por ejemplo, hojas de cálculo. Podemos mencionar también la evolución de la carcasa con respecto a la TI-89 original, siendo esta carcasa similar a la de la calculadora modelo TI-84 Plus.
La TI-89 Titanium permite calcular integrales sencillas y complejas utilizando el método de integración de la regla del rectángulo o del punto medio.